# Адвориці
Адвориці (рос. Адворицы) — присілок в Псковському районі Псковської області Російської Федерації.
Населення становить 274 особи. Входить до складу муніципального утворення Тямшанська волость.

## Історія
Від 2015 року входить до складу муніципального утворення Тямшанська волость.

## Населення
| 2001 | 2002 | 2010 | 2016 |
| ---- | ---- | ---- | ---- |
| 260  | ↘222 | ↗240 | ↗274 |